# Liljeborgia
Liljeborgia is een geslacht van vlokreeften uit de familie Liljeborgiidae. De wetenschappelijke naam, die verwijst naar Wilhelm Liljeborg, werd voor het eerst geldig gepubliceerd in 1862 door Charles Spence Bate.
Het is een soortenrijk en kosmopolitisch geslacht, dat in de zeebodem voorkomt tot op grote diepte (meer dan 6000 m). Er worden twee ondergeslachten onderscheiden:
- Liljeborgia (Liljeborgia) Spence Bate, 1862
- Lilejborgia (Lilljeborgiella) Schellenberg, 1931